# Mallefougasse-Augès
Mallefougasse-Augès é uma comuna francesa na região administrativa da Provença-Alpes-Costa Azul, no departamento dos Alpes da Alta Provença. Estende-se por uma área de 19,71 km². Em 2010 a comuna tinha 332 habitantes (densidade: 16,8 hab./km²).